# Campionati tedeschi di sci alpino 1974
Ai Campionati tedeschi di sci alpino 1974 furono assegnati i titoli di slalom gigante e slalom speciale, sia maschili sia femminili.

## Risultati
| Specialità      | Uomini               | Donne          |
| --------------- | -------------------- | -------------- |
| Slalom gigante  | Sepp Heckelmiller    | Traudl Treichl |
| Slalom speciale | Christian Neureuther | Pamela Behr    |